# Cour d'appel de Nîmes
La cour d'appel de Nîmes connaît les affaires venant des tribunaux de sa circonscription qui s'étend sur les départements de l'Ardèche, du Gard, de la Lozère et du Vaucluse.

## Description
Se nommant « cour impériale » sous le Premier Empire, puis « cour royale » sous la Restauration et la monarchie de Juillet, elle reprend son nom originel en 1848.
Cette cour d'appel présente la caractéristique de disposer d'un ressort dépendant de trois régions administratives différentes : Provence-Alpes-Côte d'Azur (Vaucluse), Auvergne-Rhône-Alpes (Ardèche) et Occitanie (Gard et Lozère). Cette situation peu rationnelle est le produit de l'Histoire et avait été évoquée en 2008 lors de la réforme de la carte judiciaire, mais à la demande du Barreau de Nîmes et des représentants politiques du département du Gard, dont Étienne Mourrut, la cour d'appel n'a pas été dissoute.
Les Cours d'appels étant les héritières des parlements d'Ancien Régime, leur répartition et leurs ressorts sont empreints de considérations historiques.[Information douteuse]

## Tribunaux du ressort
| -        | 6 tribunaux judiciaires | 11 chambres de proximité                  | 4 conseils de prud'hommes | 4 tribunaux de commerce |
| -------- | ----------------------- | ----------------------------------------- | ------------------------- | ----------------------- |
| Ardèche  | - Privas                | - Annonay - Privas - Tournon-sur-Rhône    | - Aubenas                 | - Aubenas               |
| Gard     | - Alès - Nîmes          | - Alès - Nîmes - Uzès                     | Alès - Nîmes              | - Nîmes                 |
| Lozère   | - Mende                 | - Mende                                   | - Mende                   | - Mende                 |
| Vaucluse | - Avignon - Carpentras  | - Avignon - Carpentras - Orange - Pertuis | - Avignon                 | - Avignon               |

## Organisation

### Premiers présidents
Le premier président, magistrat du siège, est l'un des deux chefs de cour.
- 1806-1818 : Jean-Baptiste Mayneaud de Pancemont
- 1818-1833 : Louis de Cassaignoles[1]
- 1833-1848 : Achille de Daunant[2]
- 1848-1863 : Émile Teulon[3]
- 1863-1868 : Michel Goirand de La Baume[4]
- 1868-1890 : Noël Gouazé[5]
- 1890-1898 : Camille Fabre[6]
- 1898-1905 : Léon Nadal[7]
- 1905-1920 : Eugène Fermaud[8]
- 1920-1929 : Joseph Reverdin[9]
- 1929-1935 : Jules Laffon[10]
- 1935-1943 : Charles Calemard[11]
- 1943-1958 : Pierre Pérégnaud[12]
- 1958-1963 : René Masson[13]
- 1963-1974 : Charles Bayer[14]
- 1971-1974 : Henri de Monsabert[15]
- 1974-1978 : André Chevallier[16]
- 1978-1991 : Suzanne Challe[17]
- 1991-1993 : Henri Bezombes[18]
- 1993-1995 : René Cases
- 1995-1998 : Jean-Yves Launay
- 1998-2010 : Jean-Pierre Goudon
- 2010-2013 : Bernard Bangratz[19]
- 2013-2018 : Bernard Keime-Robert-Houdin[20]
- 2018 - 2024 : Michel Allaix[21]
- Depuis septembre 2024 : Éric Bienko Vel Bienek[22]

### Procureurs généraux
Le procureur général, magistrat du parquet, est l'un des deux chefs de cour.
- 1804-1816 : Augustin Cavalier
- 1816-1818 : Charles de Bernard
- 1818-1830 : Charles Guillet[23]
- 1830-1834 : Guillaume Viger[24]
- 1834-1836 : André Capin[25]
- 1836-1839 : Adrien Le Roy de La Tournelle[26]
- 1839 : Jacques Daguenet[27]
- 1839-1842 : Barthélemy Gonnet[28]
- 1842-1843 : Pierre-Ambroise Plougoulm[29]
- 1843-1844 : Charles de Montfort[30]
- 1844-1847 : Joseph Blanchet[31]
- 1847-1848 : Antoine Ressigeac[32]
- 1848 : Simon Combier[33]
- 1848-1863 : Léon Thourel[34]
- 1863-1865 : Charles Paul[35]
- 1865-1868 : Noël Gouazé[5]
- 1868-1870 : Édouard Villedieu[36]
- 1870-1873 : François Colonna d'Istria[37]
- 1873-1878 : Gilbert de Vaulx[38]
- 1878-1879 : Louis Babled[39]
- 1879-1880 : Antoine Geneste[40]
- 1880-1881 : Louis Tappie[41]
- 1881-1882 : Polydore Fabreguettes[42]
- 1882-1891 : Charles Candellé-Bayle[43]
- 1891-1893 : Noël Garas[44]
- 1893-1898 : Léon Nadal[7]
- 1898-1899 : Guillaume Loubat[45]
- 1899-1905 : Laurent Blaignan[46]
- 1905-1915 : François Dubouch[47]
- 1915-1917 : Octave Guyon[48]
- 1917-1920 : Jean Langlois[49]
- 1920-1927 : Jules Vermeil[50]
- 1928-1936 : Joseph Agostini[51]
- 1936-1944 : Louis Pantel[52]
- 1944-1963 : Gaston Laporte[53]
- 1963-1973 : Robert du Colombier[54]
- 1973-1975 : Marcel Guilbot[55]
- 1975-1977 : Émile Blaes[56]
- 1977-1988 : Michel Prouhet[57]
- 1988-1990 : Jean Dufour
- 1990-1995 : Monique Guémann
- 1995-2002 : Olivier Boutan
- 2002-2005 : Michel Dobkine
- 2005-2011 : Jacques Fayen
- 2011-2019 : Michel Desplan[58]
- 2019-2023 : Françoise Pieri-Gauthier[59]
- depuis 2023 : Xavier Bonhomme[60]